# 유동가시화
유동가시화란 속도, 압력, 밀도 및 온도 등과 같이 우리 눈에는 보이지 않는 유동정보의 공간분포를 시간과 공간의 어떤 범위 안에서 눈에 보이도록 하는 실험방법을 말한다. 유동가시화는 대부분 비접촉 방식으로 유동 자체를 교란시키지 않으면서 어떤 순간의 전체 유동장을 가시화함으로써 측정하고자 하는 유동에 대한 공간적인 유동정보를 제공한다.

## 방법
유동가시화의 방법은 크게 정성적인 유동가시화기법과 정량적인 유동가시화기법으로 나뉜다.
먼저 정상적인 유동가시화기법은 유동형태를 눈으로 보거나 사진으로 찍어서 관찰하여 유동장의 정성적 정보를 파악하는 방법이다. 쉽게 말하자면 유동의 모양을 관측하는 것이라 할 수 있다. 정성적인 유동가시화기법은 또 주로 물의 유동을 관찰할 수 있는 수소기포법과 바람의 유동을 관찰할 수 있는 연기이용법이 있다. 수소기포법은 수로 중에 흐르고 있는 물을 전기분해하기 위하여 백금 코팅된 와이어로부터 수소기포를 발생시켜서 이 기포들이 유동을 지나감으로써 유동현상을 볼 수 있게 만든 장치를 사용하며 시험단면을 조명함으로써 유동의 패턴을 추적하고 사진 찍는 것이 가능하다. 연기이용법은 염료에 비해 상당히 작은 입자로 응집된 스모크를 이용하여 기체에서의 흐름을 묘사하기 위한 방법이다. 많은 양의 빛을 산란하여 기체의 넓고 전체적인 유동을 묘사하기에 적합하다. 그리고 그 현상을 관찰할 때는 사진 촬영기법을 이용한다. 대표적으로 사용되는 스모크는 증기가 있다.
정량적인 유동가시화기법은 가시화된 유동영상을 컴퓨터나 비디오카메라를 이용하여 정량적으로 즉, 유체역학적 정보(속도, 압력, 밀도, 온도)를 디지털화하여 수치적으로 변환 표시하는 방법을 말한다.
이러한 다양한 유동가시화기법을 통해 층류와 난류를 구분하는 레이놀즈 수를 측정하는 등 유체역학의 엄청난 발달이 일어났다.